# TSN2

Logo original de TSN2 (2008-2014)

TSN2 est une chaîne de télévision sportive canadienne de langue anglaise appartenant à CTV Speciality Television Inc., un groupe mené par Bell Media (70 %) et ESPN (30 %). Cette chaîne sert essentiellement de seconde plateforme à la chaîne TSN pour la couverture de divers événements sportifs. Bien que mise en ondes en 1997, la chaîne fut officiellement lancée le 29 août 2008.
Une chaîne similaire de langue française, RDS2, fut lancée le 7 octobre 2011 en complément à la programmation de la chaîne RDS.

## Histoire
Depuis 1997, TSN fournissait un signal alternatif mis à la disposition des câblodistributeurs qui devaient remplacer le signal principal de TSN lorsqu'un match régional n'avait pas les droits de diffusion dans le territoire couvert. À l'automne 2006, TSN a obtenu la permission du CRTC de fournir des signaux multiples, tels que permis par son rival Rogers Sportsnet. La distribution fut limitée au mode numérique par câble ou par satellite. Le canal alternatif a donc servi à diffuser des événements au même moment où le canal principal diffusait un autre événement en direct.
Le 29 août 2008, TSN2 et TSN2 HD furent lancés, remplaçant ainsi le canal alternatif. TSN2 diffusait alors la programmation du canal principal de TSN en différé de 3 heures afin de permettre aux téléspectateurs de l'Ouest canadien de regarder les émissions aux mêmes heures. De plus, TSN2 était restreint de diffuser un maximum de 10 % de programmation originale en direct, soit un maximum de 800 heures par année. TSN2 était alors utilisé pour diffuser, par exemple, deux matchs de hockey en direct, ainsi que des sports moins populaires au Canada tels que le basket-ball, la NASCAR, le tennis, la boxe, ainsi que la crosse. Depuis le 1er février 2010, les restrictions imposées à TSN2 furent levées et le canal devint autonome.
Depuis la saison 2017-2018 de la LNH, les matchs régionaux des Canadiens de Montréal sont diffusés sur TSN2, réservant TSN5 aux matchs des Sénateurs d'Ottawa.